# Marianne von Rantzau
Marianne von Rantzau, auch Mariane von Rantzau, vollständig Marian(n)e Friedericke Susette Sophie von Rantzau (* 23. Juni 1811 in Testorf bei Zarrentin; † 5. Januar 1855 in Berlin) war eine deutsche Diakonisse und die erste Oberin des Diakonissen- und Krankenhauses Bethanien (Berlin).

## Leben
Marianne von Rantzau entstammte dem mecklenburgischen, nicht-gräflichen Zweig (Haus Pancker und Trahlau) des schleswig-holsteinischen Uradelsgeschlecht (Equites Originarii) von Rantzau. Sie war eine Tochter des mecklenburg-schwerinschen Oberforstmeisters Adolf Johann Karl von Rantzau (1786–1861) und dessen Ehefrau Bernhardine, geborene von Dorne (1787–1836) aus dem Haus Pannekow (Altkalen), und Enkelin des Großherzoglich Mecklenburgischen Kammerherrn und Oberstallmeisters Friedrich Franz Melchior von Rantzau (1756–1831) und seiner Frau Marianne, geb. von Lützow (1761–1821). Der spätere preußische General Hermann von Rantzau war ihr jüngerer Bruder.
Im Alter von sieben Monaten wurde sie auf Antrag der Konventualin Louise Friedericia Benedicta Sophia von Rantzau, ihrer Großtante, in das Klosterbuch des Adeligen Klosters Itzehoe als Expektantin eingeschrieben. Ihre Kindheit und Jugend war von Kontrast geprägt: Sie wuchs im Forsthaus von Testorf sowie am großherzoglichen Hof in Ludwigslust auf, wo ihr Onkel Carl von Rantzau (1782–1851) Hofmarschall der verwitweten Erbgroßherzogin Auguste und ihrer Stieftochter Helene war. Mit Helene, der späteren Herzogin von Orleans, war Marianne eng befreundet.
1840 erhielt sie ihre Stelle als Stiftsdame in Itzehoe, blieb aber als Externe im Haus ihres inzwischen verwitweten Vaters in Wittenburg, wo sie erste diakonische Erfahrungen in der Leitung einer Kleinkinderschule machte.
Sie entwickelte ein Interesse für Diakonie und Innere Mission und begann eine Korrespondenz mit Johann Heinrich Wichern. 1845 kam sie nach Kaiserswerth, um die 1836 von Theodor und Friederike Fliedner gegründete Diakonissenanstalt Kaiserswerth kennenzulernen. 1846 machte sie eine Rundreise durch europäische Krankenhäuser.
1847 ging sie mit neun Kaiserswerther Diakonissen nach Berlin und wurde die erste Oberin des vom preußischen König Friedrich Wilhelm IV. neu gegründeten Diakonissen- und Krankenhauses Bethanien in Berlin-Kreuzberg.
In den sieben Jahren ihrer Amtszeit schuf sie eine Ordnung der Schwesternschaft, beaufsichtigte den Ausbau der Anstalt, und setzte ihre Autorität als Oberin gegenüber dem Anstaltsgeistlichen durch.
Sie starb im Alter von 43 Jahren an Krebs. Ihre Nachfolgerin wurde Anna zu Stolberg-Wernigerode, die schon seit 1854 ihre Stellvertreterin gewesen war.

## Erinnerung
An Marianne von Rantzau erinnert seit 2006 die Marianne von-Rantzau-Straße im Berliner Stadtteil Friedrichshain in der Nähe der East Side Gallery.
Der Mariannenplatz vor dem ehemaligen Diakonissen- und Krankenhaus und die auf ihn zuführende Mariannenstraße wurden 1849 nach der gleichnamigen Prinzessin Marianne von Preußen (Maria Anna Amalie von Hessen-Homburg, 1785–1846) benannt.